# FK Moskva
FK Moskva byl ruský fotbalový klub z Moskvy. Založen byl roku 1997 jako FK Torpedo-ZIL Moskva. V sezoně 2009/10 hrál klub ve čtvrté nejvyšší ruské fotbalové soutěži. Tým hrával na stadionu E. Strelcova (13 200).

## Bývalé názvy
- FK Torpedo-ZIL Moskva (1997–2003)
- FK Torpedo-Metallurg Moskva (2003)
- FK Moskva (2004–2010)

## Úspěchy
- Ruský fotbalový pohár:
  - Vítězství (0)
  - 2. místo (1): 2007

## Přehled výsledků v evropských pohárech
| Sezóna  | Soutěž          | Kolo        | Klub              | Skóre    |
| ------- | --------------- | ----------- | ----------------- | -------- |
| 2006    | Pohár Intertoto | 2. kolo     | FC MTZ-RIPO       | 2:0, 1:0 |
|         | Pohár Intertoto | 3. kolo     | Hertha BSC Berlin | 0:0, 0:2 |
| 2008/09 | Pohár UEFA      | 2. předkolo | Legia Warszawa    | 2:1, 2:0 |
|         | Pohár UEFA      | 1. kolo     | FC København      | 1:2, 1:1 |

## Bývalí trenéři
- Oleg Blochin
- Leonid Slutskij
- Sergej Petrenko
- Miodrag Božović